# Esmiley
eSmiley er en dansk it-virksomhed, der udvikler løsninger til håndtering af fødevaresikkerhed. Direktør er Lars Friis.  
eSmiley beskæftiger sig primært med egenkontrol dvs. den daglige kontrol, som fødevareproducenter skal udføre for at overholde myndighedernes, herunder Fødevarestyrelsens krav. 
Firmaet har udviklet et online-system, der husker medarbejdere på, hvilken kontrol de skal lave hvornår (kaldet eSmiley systemet), ligesom eSmiley udbyder online hygiejnekurser og sensorer, der via nettet kan overvåge og styre temperaturen i alle typer køl og frys. 
I 2015 modtog eSmiley Børsens Digitale Gazelle, som den hurtigst vækstende digitale virksomhed i Region Sjælland. Virksomheden har kunder i 15 lande, heriblandt Norge, Sverige og Island. 

## Eksterne links
- esmiley.dk Arkiveret 26. oktober 2020 hos  Wayback Machine
- IT-værktøj sikrer velsmag og fødevaresikkerhed
- Nem risikoanalyse er en succes Arkiveret 5. marts 2016 hos  Wayback Machine
- Dansk bakterieprogram beregner spegepølsens holdbarhed Arkiveret 17. august 2014 hos  Wayback Machine
- http://horecanytt.no/esmiley-vil-sikre-norske-smilefjes Arkiveret 9. maj 2016 hos  Wayback Machine